# Guerrilla Girls

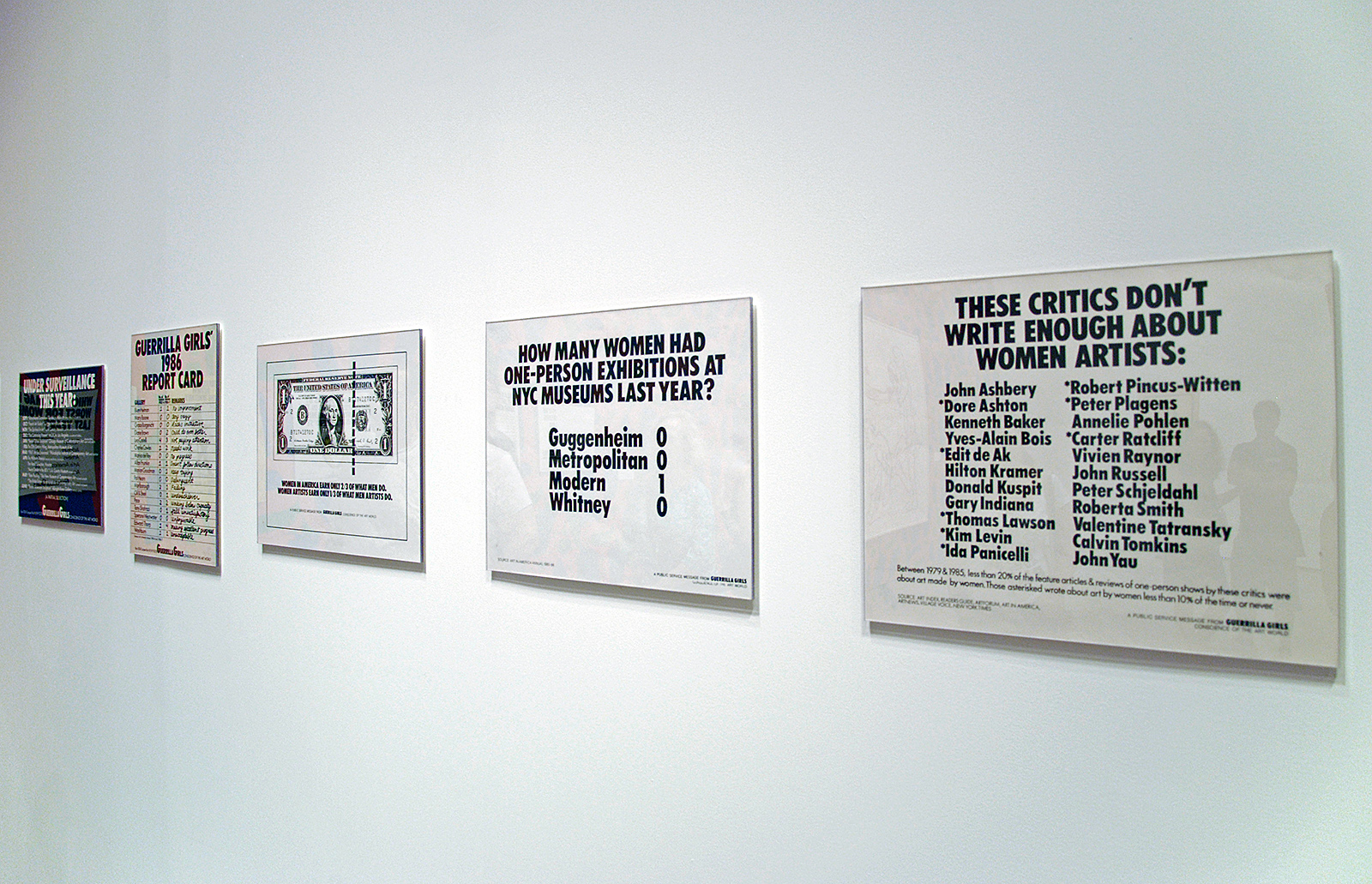
Obras del grupo 'Guerrilla Girls' en exposición en el Museum of Modern Art (MoMA), Manhattan, Nueva York.

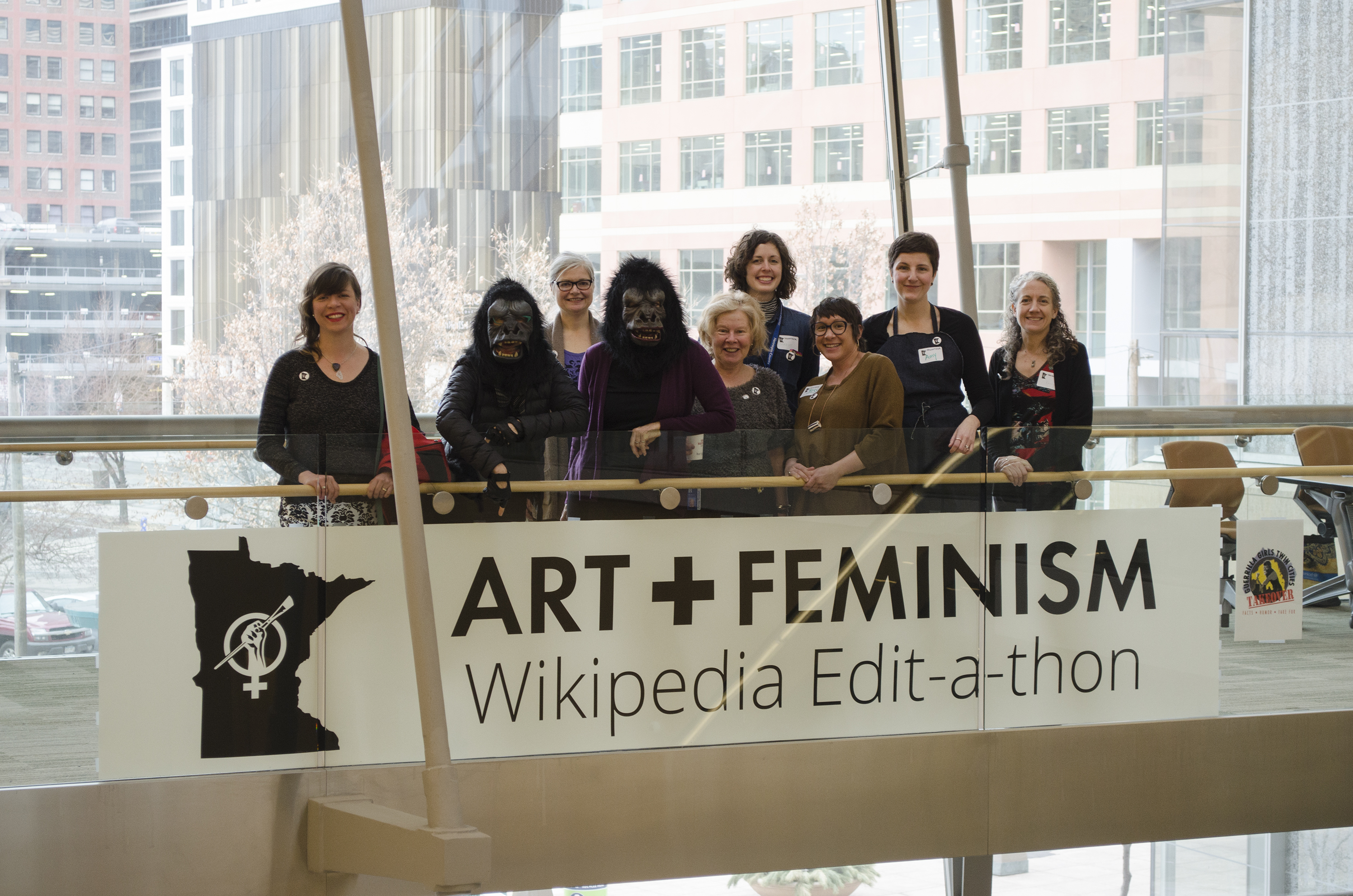
Evento feminista en Mineápolis con las Guerrilla Girls como invitadas.

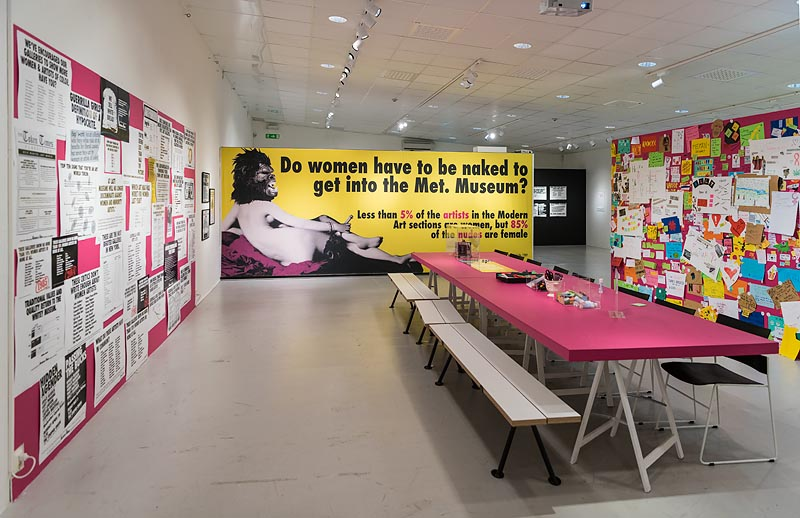
Exposición de las Guerrilla Girls.

Guerrilla Girls es un colectivo artístico anónimo de artistas feministas y antirracistas. El grupo nació en Nueva York en 1985 y se denominó así por usar en su activismo tácticas de guerrilla (entendida como guerrilla de comunicación) para denunciar la discriminación de las mujeres en el arte.
Su primera actividad fue colocar carteles y hacer apariciones públicas en museos y galerías de Nueva York, para denunciar que algunos grupos de personas eran discriminados por motivos de género y raza principalmente. Todo esto lo hicieron de forma anónima, de hecho, en todas y cada una de estas apariciones, cubrieron sus rostros con máscaras de gorila (esto se debía a que la pronunciación inglesa de gorila es muy parecida a la de guerrilla) y, además de eso, utilizaban como sobrenombre el nombre de artistas mujeres ya fallecidas (Frida Kahlo, Kathe Kollwitz, Hannah Höch, Julia de Burgos...). 
Según ellas mismas, era más importante el objetivo de sus actividades que su propia subjetividad: «Queremos poner el foco en nuestros objetivos, no en nuestra identidad o en las obras de cada una de nosotras».

## Reinventar el feminismo
Todas las declaraciones del grupo se sitúan dentro del feminismo, pero desde una perspectiva de reinvención del feminismo: de hecho, uno de sus eslóganes más importantes es "reinventing the f word", el cual hace referencia a la palabra feminismo, pero al mismo tiempo, es un juego de palabras, puesto que en inglés "f word" se utiliza para la palabra "f*ck". Al principio quisieron expandir los límites de su feminismo, se interesaron en problemas en los que ningún o ninguna teórica feminista se había interesado aún. Por ejemplo, el anticolonialismo y el racismo tienen mucho peso en su planteamiento.
Por otro lado, en esa reinvención del feminismo, las Guerrilla Girls se sirvieron del humor no solo para luchar contra el estereotipo de la feminista enfadada y severa, sino para atraer al público también hacia su mensaje. Es precisamente ahí donde sus máscaras de gorila cobran más sentido; por ejemplo en el cartel "Do women have to be naked to get into Met museum?" (¿Tienen que estar desnudas las mujeres para entrar al museo Metropolitano?).

## Historia
En 1985 se reunieron en una manifestación casi un año antes de formar Guerrilla Girls. Protestaban contra la exposición del MoMA por decir que se trataba de los artistas más importantes del momento, ya que entre ellos no había ni una sola mujer. Tras esto pensaron que debían hacer algo para llamar la atención al respecto. Su primer trabajo fue desplegar afiches en las calles de Nueva York para denunciar el desequilibrio de género y racial de los artistas representados en galerías y museos. A lo largo de los años, expandieron su activismo a Hollywood y la industria del cine, la cultura popular, los estereotipos de género y la corrupción en el mundo del arte.
Las miembros del grupo originario siempre llevaban máscara de gorila y, ocasionalmente, minifaldas y medias de red. Ellas comentaban que nadie en su entorno (ni familias, ni compañeros, ni maridos, ni esposas) conocía su identidad, a excepción, decían irónicamente, de sus respectivos peluqueros. Además de la identidad de sus miembros, su número exacto se desconoce, aunque declaran que más de 55 artistas han formado parte del grupo. De todas maneras, las Guerrilla Girls americanas tuvieron sus imitaciones y compañeras en Francia y también en Inglaterra.
Actualmente, las Guerrilla Girls ya no existen en su formato original. Hoy en día, hay tres grupos que se llaman y auto proclaman como sus sucesoras. Uno de ellos es teatral y viaja por todos los Estados Unidos para denunciar la carencia de papeles para las actrices tanto en cine como en teatro. Los otros dos son grupos de arte visual y también denuncian la marginalización de la mujer en el arte.
Desde enero de 2025, presentan: Discrimi-NATION: Guerrilla Girls on Bias, Money, and Art,.]. Esta exposición de las Guerrilla Girls, en palabras de una miembro de la colectiva, es en esencia una exposición sobre Nueva York. Además de la extensión del trabajo que han venido realizando desde sus primeros carteles que denunciaban la ausencia de artistas en el MoMa. La Hannah Traore Gallery es la galería comercial que se acercó a las activistas celebrando con esta exposición también, su 40° aniversario de lucha y resistencia.

## Documentos gráficos
- Guerrillas in Our Midst. Película dirigida por Amy Harrison. 1992, 35 minutos. Color.